# Amer Ordagić
Amer Ordagić, född 5 maj 1993, är en bosnisk fotbollsspelare som spelar för norska Brann.

## Karriär

### Gradina
Ordagić föddes i Tuzla och började spela fotboll i Gradina. Han debuterade i Premijer liga Bosne i Hercegovine den 4 augusti 2012 i en 1–1-match mot GOŠK Gabela. Ordagić spelade totalt 14 ligamatcher under första halvan av säsongen 2012/2013.

### Zvijezda Gradačac
Inför andra halvan av säsongen 2012/2013 värvades Ordagić av Zvijezda Gradačac. Han spelade 13 ligamatcher och gjorde två mål under säsongen, varav ett mål mot sitt tidigare lag. Ordagić missade första halvan av säsongen 2013/2014 på grund av en skada och spelade endast 13 ligamatcher och gjorde ett mål. Följande säsong spelade han 22 ligamatcher och gjorde en assist, vilket dock slutade med nedflyttning för Zvijezda Gradačac.

### Sloboda Tuzla
Inför säsongen 2015/2016 värvades Ordagić av Sloboda Tuzla. Det blev en lyckad första säsong i klubben för Ordagić som gjorde fyra mål och fem assist på 28 ligamatcher. Sloboda Tuzla slutade under säsongen på andra plats i ligan och kvalificerade sig för Europa League-kval. Ordagić spelade även samtliga matcher i Bosniska cupen, där Sloboda Tuzla förlorade i finalen mot Radnik Bijeljina.
Säsongen 2016/2017 spelade 25 ligamatcher samt två Europa League-matcher mot Beitar Jerusalem. Under första halvan av säsongen 2017/2018 spelade han 16 ligamatcher. Ordagić var även lagkapten för Sloboda Tuzla under sin sista säsong.

### Brann
I december 2017 värvades Ordagić av Brann. Ordagić debuterade i Eliteserien den 21 april 2018 i en 3–0-vinst över Stabæk, där han blev inbytt i den 76:e minuten mot Fredrik Haugen. Den 6 augusti 2018 gjorde Ordagić sitt första mål för klubben i en 4–1-vinst över Start. Totalt spelade han åtta ligamatcher och gjorde ett mål under säsongen 2018.
Säsongen 2019 spelade Ordagić 14 ligamatcher. Under säsongen förlängde han även sitt kontrakt i Brann fram över 2022.